# Присарыкамышская дельта Амударьи

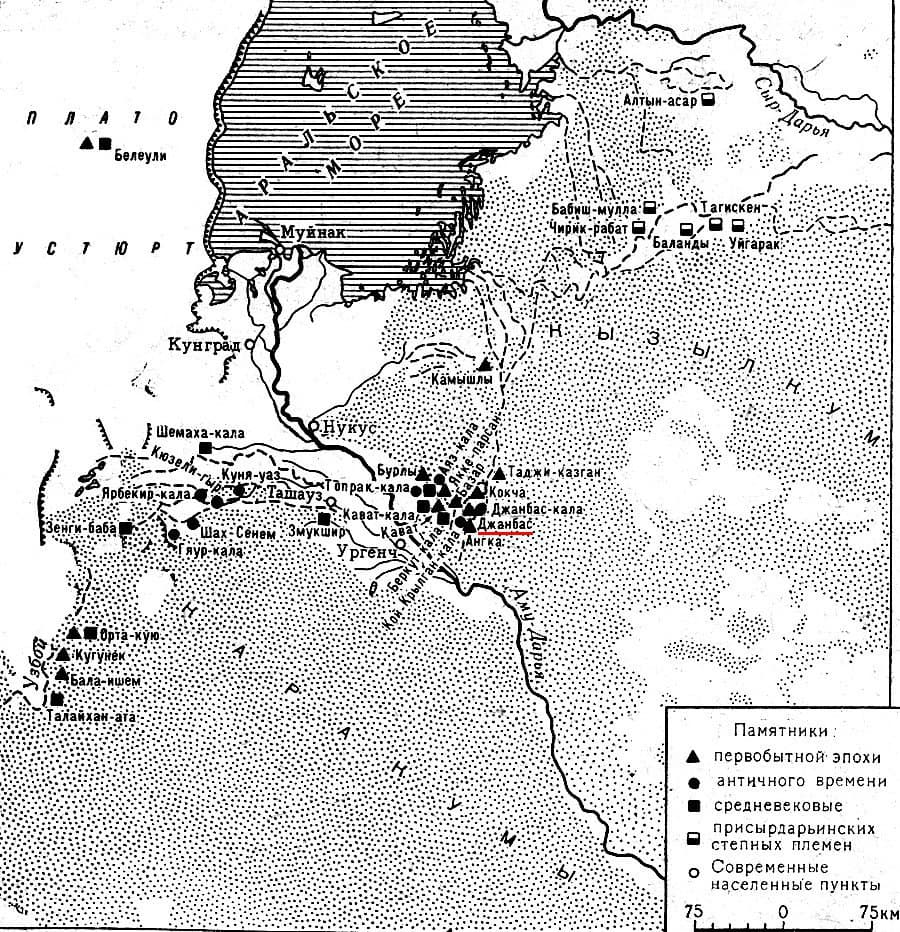
Присарыкамышская дельта Амударьи (слева от реки)

Присарыкамышская дельта Амударьи (также: Сарыкамышская дельта Амударьи; туркм. Amyderýäniň Sarygamyş deltasy) — область древнего земледелия и ирригации в северном Туркменистане, место возникновения культуры Хорезма и древнехорезмийского государства в VI веке до н.э., центр Хорезма с конца X до конца XVI века. В настоящее время является одним из физико-географических природных районов Дашогузского велаята Туркменистана.

## География
Присарыкамышская дельта является древней дельтой реки Амударья и представляет собой плоскую равнину, которая берёт начало в низовьях Амударьи и простирается до Сарыкамышского озера. На северо-востоке она соединяется с приаральской дельтой Амударьи, на юге достигает Заунгузских Каракумов, а на севере обрамлена чинками Устюрта. Формировалась дельта на протяжении верхнечетвертичного-современного периода, характеризуется плоской такыровидной поверхностью с общим уклоном в западном направлении. На орошаемой части дельты, помимо естественного рельефа присутствуют пашни, сады, населённые пункты, каналы коллектора и дороги. Среди естественных форм рельефа, расчленяющих равнинную поверхность дельты, можно отметить наличие массивов эоловых песков у древних протоках Амударьи. Западная неосвоенная часть Присарыкамышской дельты характеризуется естественным рельефом. Наиболее крупные возвышенности дельты: Зенгибаба, Кангакыр, Тарымкая (до 50—60 м); на западе дельта ограничена Сарыкамышским озером, на юго-западе подходит к долине Узбоя, с водными бассейнами которых Присарыкамышская дельта была связана воедино.
В настоящее время в Присарыкамышской дельте почти отсутствует растительность, при этом сохранились множество сухих русел древних протоков Амударьи, самые крупные из которых Дарьялык и Даудан, а также древние и средневековые каналы Черменяб, Куня-уаз, Шамурад и другие. Общая площадь земель древнего орошения на этой территории превышает 1 млн га.

## Археология
Арехологическое изучение Присарыкамышской дельты Амударьи началось в 1939 г., впоследстви данный район стал одним из главных объектов археологических работ Хорезмской археолого-этнографической экспедиции. Систематические работы здесь начались в 1971 году под руководством Б. Э. Вайнберг.

## История
Древнейший период
Заселение Присарыкамышской дельты Амударьи началось в эпоху неолита (VI—V тыс. до н.э.). Предполагается, что в III—II тыс. до н. э. произошло её осушение, в связи с этим памятников отмеченного времени на этой территории не обнаружено, за исключеним единичных находок фрагментов керамической посуды.
Древний период
К началу VII в. до н. э. Присарыкамышская дельта Амударьи обводнялась постоянно, поэтому новый этап её освоения приходится именно на этот период с возникновением куюсайской культуры, которая в симбиозе с сако-массагетскими традициями северного Туркменистана и при участии южно-туркменских культур Яз-Депе, архаичного Дехистана и Намазга VI , сформировала древнюю культуру Хорезма на рубеже VII—VI вв. до н.э. 
На поселениях удалось обнаружить конструкции жилищ древних насельников, представляющих собой каркасные сооружения и землянки площадью около 100 квадратных метров, а также бронзовые наконечники стрел и украшения, остатки медно-литейного, железоделательного и керамического производства. Именно в этот период времени в Присарыкамышской дельте Амударьи возникает древнехорезмийское государство со столицей в г. Кюзелигыр, а затем и в г. Калалыгыр, и начинается эпоха древнехорезмийского строительства.
Средние века
В X веке город столицей Хорезма стал Гургандж (ныне г. Кёнеургенч, Туркменистан), располагавшийся в Присарыкамышской дельте Амударьи, и из которого правил хорезмшах Мамун. В этот период вся Присарыкамышская дельта превратилась в крупный региональный центр сельского хозяйства, ремёсел, торговли и искусства, а в Гургандже действовал крупный научный центр - Академия хорезмшаха Мамуна. С приходом к власти в Хорезме туркменской династии Ануштегенидов, данная территория стала центром крупнейшего в регионе Государства Хорезмшахов. Присарыкамышская дельта Амударьи продолжала оставаться центром всего Хорезма до конца XVI века.
Памятники
На территории Присарыкамышской дельты сохранилось множество памятников, построенных в разные периоды истории, — больших крепостей с мощной обороной и открытых поселений, древних каналов и остатков полей.  На этой территории археологами было раскопано нескольких десятков таких древних и средневековых крепостей (городов) Хорезма, как Айбугиркала, Ак-кала, Акчагелин, Бедиркент, Булдумсаз, Бутентаукала, Гяуркала, Дашкала, Дауданкала, Девкесен, Джигербент, Диярбекир, Ербурункала, Замахшар, Зенги-баба, Ишраткала, Калалыгыр, Канга-кала, Кандымкала, Кунерли, Куня-Уаз, Курганкала, Куюсайкала, Кызылжакала, Кырк-молла, Кюзелигыр, Мангыркала, Огланлыкала, Топраккала, Шамахакала, Шахсенем, Ширванкала, Ширимбайкала и других.